# ذخیره‌گاه طبیعی ویشرا
ذخیره‌گاه طبیعی ویشرا (انگلیسی: Vishera Nature Reserve) یک پارک و ذخیره‌گاه طبیعی در سرزمین پرم کشور روسیه است.